# Hybolasius castaneus
Hybolasius castaneus är en skalbaggsart som beskrevs av Thomas Broun 1893. Hybolasius castaneus ingår i släktet Hybolasius och familjen långhorningar. Inga underarter finns listade i Catalogue of Life.